# Марсианская трилогия
Марсианская трилогия — серия фантастических романов Кима Стэнли Робинсона, подробные хроники о терраформировании и заселении планеты Марс, охватывающие почти два столетия и описывающие события через личные точки зрения различных персонажей. События охватывая всей книги с 2026 по 2212 годы, примерно в более чем 187 лет. История по большому счету скорее утопична и повествует об эгалитарных, социологических и научных достижениях, совершённых на Марсе, в то время как Земля страдает от перенаселения и экологической катастрофы.
Включает три романа: Красный Марс (1992), Зеленый Марс (1993), и Голубой Марс (1996). Основная трилогия завоевала ряд престижных наград. Книга Марсиане, выпущенная в 1999 году, представляет собой сборник рассказов о событиях, происходящих в той же вымышленной вселенной. Первый роман Робинсона о Марсе Айсхендж (1984 год) рассказывает не об этой вселенной, но связан с трилогией тематикой и элементами сюжета. Трилогия имеет некоторое сходство и с более поздним романом Робинсона 2312 (2012 год), например, то же терраформирование Марса и долгожительство персонажей.

## Сюжет

### Красный Марс— Колонизация
События Красного Марса начинаются в 2026 году с первым колониальным путешествием на Марс на борту «Ареса», крупнейшего межпланетного аппарата из когда-либо построенных, который стал домом для «первой сотни» марсианских колонистов. Корабль был построен с помощью внешних топливных баков космических шаттлов, которые, вместо возврата в атмосферу Земли, постепенно выводились на орбиту, пока их не было собрано достаточно, чтобы построить корабль. Миссия является совместным американо-российским предприятием, и семьдесят человек из первой сотни были набраны из этих стран (за исключением Мишеля Дюваля, французского психолога, назначенного наблюдать за поведением колонистов), а прочие - из остальных стран-членов ООН. В книге детально рассмотрен полёт, строительство первого поселения на Марсе (в конце концов его назовут «Андерхилл») российским инженером Надеждой Чернышевской, а также создание других колоний на Марсе и станции на его спутнике Фобосе. Рассмотрены и постоянно меняющиеся отношения между колонистами, дебаты среди них, касающихся как терраформирования планеты, так и их будущих отношений с Землёй. В частности, колонисты спорят о необходимости терраформирования: часть из них разделяет мнение Саксифрейджа «Сакса» Рассела, что их присутствие на планете уже означает некоторый уровень терраформирования и что человечество обязано заселить Марс жизнью, так как это наиболее редкая вещь в известной Вселенной, другая же часть поддерживает Энн Клейборн, исходя из позиции, что по своей воле человечество не имеет права изменять целые планеты.
Взгляд Рассела изначально сугубо научный, но помимо них среди колонистов распространяется позиция Хироко Ай, руководителя аграрной команды, которая придумала новую систему убеждений («Ареофания»), посвященную признательности и дальнейшей жизни (Viriditas) на Марсе — все эти представления вместе известны как «Зеленые» позиции, в то время как Клейборн, естествоиспытатель, относится к позиции «Красных». Фактическое решение, принятое управлением ООН по делам Марса (УДМ ООН), одобряет терраформирование. Впоследствии будет производиться в том числе и бурение «Мохолов» для получения доступа к подземным пустотам, сгущение атмосферы при помощи сложной биохимической формулы (смеси) газов, получившей название «Коктейль Расселла», а также ядерные взрывы глубоко в ледяных недрах Марса, призванные выпустить воду на поверхность планеты. Будет улучшена транспортная инфраструктура, связывающая Марс с Землёй, в частности будет выведен на синхронную орбиту астероид Кларк, который в дальнейшем послужит противовесом для троса космического лифта.
На фоне этого развивается другая дискуссия, инициированная Аркадием Богдановым, участником российского контингента (возможно, названного в честь русского ученого-энциклопедиста и писателя-фантаста Александра Богданова. Позже, в Голубом Марсе, выяснится, что Александр Богданов является предком Аркадия). Богданов утверждает, что на Марсе нет и не должно быть места традициям Земли, каким-либо ограничениям или правам. Аркадий стал, в какой-то степени, продолжателем идей Джона Буна, известного как «Первый человек на Марсе» и являющегося соперником, а в прошлом лучшим другом Фрэнка Чалмерса, технического руководителя американского контингента. Их соперничество усугубляется конкуренцией за романтический интерес к Майе Катарине Тойтовне, лидеру российского контингента. (В первой главе книги Чалмерс провоцирует цепочку событий, которая приводит к убийству Буна; многое из того, что будет в начале, является ретроспективным обзором того, что привело к этим событиям).
Тем временем Земля всё больше попадает под контроль Транснациональных Компаний (ТНК), которые становятся доминирующими над своими правительствами, особенно над малыми государствами, принятыми в качестве «удобных флагов» для расширения своего влияния на Марс. В итоге УДМ ООН пересматривает договор о Марсе, в ходе чего его возглавляет Фрэнк Чалмерс; результат впечатляет, но оказывается недолговечным, так как ТНК находят способы обхода договора. Всё становятся ещё хуже, так как Земные нации начинают конфликтовать из-за заканчивающихся ресурсов, увеличения долгов и роста населения, а также ограничения на доступ к новому средству для долголетия, разработанному марсианскими учёными — обещают, что средство увеличит продолжительность жизни на сотни лет. В 2061 году, когда убивают Буна, поток иммигрантов сильно возрастает и начинает угрожать структуре марсианского общества. Богданов начинает революцию против ТНК, которые ввели оккупационные войска. Многие считают, что войска в данный момент действуют с одобрения УДМ ООН. С самого начала успешный исход революции оказывается невозможным как из-за готовности земных войск дать отпор, так и из-за чрезвычайной уязвимости людских поселений на планете без пригодной для жизни атмосферы. Войска ООН бомбардируют несколько марсианских городов (включая город, где Богданов организует восстание; в результате он погибает), революционеры взрывают крепление троса космического лифта на «Кларке» (трос падает на Марс, обвивая его по экватору два раза), сводят с орбиты Фобос и его военный комплекс, а также высвобождают большие потоки подземных вод с помощью ядерных взрывов.
К моменту окончания повествования большинство членов «первой сотни» мертвы, а практически все оставшиеся бегут в основанное несколько лет назад Хироко Ай и ее последователями убежище «Зигота», скрытое под Марсианским южным полюсом. (Исключением стала Филлис Бойл, которая объединилась с ТНК. Она находилась на «Кларке», когда взорвали крепление троса космического лифта и он вылетел с орбиты Марса, а его судьба неизвестна по самый конец книги). Революция прекращается и жизнь на Марсе возвращается к стабильности, но уже при сильном контроле ТНК. Конфликт из-за ресурсов на Земле приводит к полномасштабной мировой войне, но после достижения договоренности о прекращении огня ТНК бегут в безопасную обстановку развитых стран, которые используют свои огромные вооруженные силы для восстановления порядка, формируя полицейские государства. Новое поколение людей, рожденных на Марсе, ожидают перемены. Тем временем оставшиеся от «первой сотни», включая Рассела, Клейборн и Чернышевскую, прибывают в убежище Хироко Ай.

### Зелёный Марс— Терраформирование
Книга Зеленый Марс так названа из-за стадии терраформирования, в которой уже растут растения. В нём история происходит через 50 лет после событий Красного Марса, в начале 22-го века, последующий жизни оставшихся из «первой сотни», их детей и внуков. База Хироко Ай, под южным полюсом, подвергается нападениям силами Транснационального Органа ООН (ТО ООН), а оставшиеся в живых вынуждены бежать в подполье, известное как «Полусвет». В этом «Полусвете» — Нисеи, дети «первой сотни», многие из которых живут во второй секретной базе Хироко, Зигота.
По мере роста беспорядков в мультинациональном контроле над делами Марса, начинают формироваться различные группы с разными целями и методами. Наблюдая с Земли за тем, как эти группы эволюционируют, генеральный директор корпорации «Праксис» отправляет представителя Арта Рэндольфа для организации движений сопротивления. Это в итоге завершается соглашением Дорса Бревиа, в котором принимают участие почти все подпольные фракции. Начиная с 2120-х годов ведётся подготовка второй революции, начиная превращение мохолов в ракетные бункеры или скрытые базы, саботажа орбитальных зеркал, выводят Деймос с орбиты Марса в глубокий космос для того, чтобы он никогда не мог использоваться в качестве оружейной платформы также, как Фобос.
Книга следует за персонажами по всему марсианскому ландшафту, который описывается довольно подробно. Поскольку персонаж Рассела внедряется в транснациональный проект терраформирования, новая эволюционирующая биосфера Марса описывается очень подробно. Тогда же начались более глубокие изменения, которые были направлены на разогрев поверхности Марса для того, чтобы он стал пригодным для обитания, ещё построили орбитальные зеркала материкового размера, новый космический лифт (используя другой привязанный астероид, получивший название «Новый кларк»), разогрели северную полярную ледяную шапку и копали мохолы настолько глубоко, чтобы образовывались вулканы. Основой романа является подробный анализ философских, политических, личных, экономических и геологических переживаний персонажей. История переплетается, плавно переходя от персонажа к персонажу, описывая картину Марса, которую они же и видят.
Рассел в конечном итоге становится любовником Филлис (сначала она не догадывается, что это он из за пластической операции на лицо), но она узнаёт его истинную личность и арестовывает. Члены подполья начинают отважное спасение из тюрьмы, где Рассел страдает от пыток и допросов, которые вызывают у него инсульт; в процессе спасения Майя убивает Филлис.
Книга заканчивается крупным событием, а именно внезапным, катастрофическим повышением глобального уровня моря Земли, вызванным главным образом не парниковым эффектом, а цепью извержений вулканов под льдом западной Антарктиды, разрушением ледникового щита и смещением фрагментов в океан. Результат наводнения вызывает глобальный хаос на Земле. Появляется идеальный момент для марсианского подполья, чтобы вернуть контроль над марсианским обществом с помощью ситуации на Земле. После серии в основном бескровных переворотов, экстремистская фракция «красных» бомбит плотину возле Берроуза, крупного города, где сосредоточились остальные силы ООН, для того чтобы заставить силы безопасности эвакуироваться. Вследствие этого весь город скоро затопит, и его население должно пройти мили в открытой атмосфере Марса (которая едва ли имеет температуру, атмосферное давление и газовую смесь для поддержки жизни человека) на поезд едущий в Шеффилд. При этом контроль над Марсом, наконец, вырывается из рук Земли с минимальными потерями жизней, хотя Хироко и некоторые из её последователей, как говорят, были убиты в начале конфликта в Сабиси.

### Голубой Марс— Долгосрочные результаты
Книга Голубой Марс взяла свое название из стадии терраформирования, которая позволила увеличить атмосферное давление и температуру, чтобы на поверхности планеты могла существовать жидкая вода, образуя реки и моря. Повествование книги ведётся сразу после событий в конце Зеленого Марса (и имеет гораздо более широкий временной охват, чем предыдущие две книги), охватывающие целое столетие после второй революции. Поскольку Земля сильно затоплена внезапным таянием антарктической ледяной шапки, некогда могущественные «метанаты» становятся на колени; Поскольку Праксис открывает новый путь «демократическому бизнесу». Постепенно Марс становится «главой» Солнечной системы, предоставляя универсальное здравоохранение, бесплатное образование и изобилие пищи. Однако, были искры нелегальной иммиграции с Земли, поэтому для облегчения перенаселения людей уже на «Голубую Планету», марсианским ученым и инженерам вскоре ставится задача создания городов астероидов; это небольшие (выдолбленные внутри) астероиды в поясе астероидов, с центробежным вращением для создания силы тяжести, также (внутри) создается мини-солнце для получения света и тепла.
С огромным ростом науки, технологий и производства космических аппаратов начинается «Аччелерандо»; где человечество распространяет свою цивилизацию по всей Солнечной системе и в конечном итоге выходит за ее пределы. Поскольку Венера, луны Юпитера, Сатурнианские луны и, в конечном счете, Тритон колонизированы и в некотором роде терраформированны, Джеки Бун (внучка Джона Буна, первого человека, который ступил на Марс) отправляется на межзвездном судне (сделанном из астероида) в другую звездную систему в двадцать световых годах отсюда, где люди начнут терраформировать планеты и луны, найденные там.
Остальных из «первой сотни» обычно считают живыми легендами. Слухи о живой Хироко многочисленны, и предполагаемые наблюдения происходят по всей колонизированной солнечной системе, но ни одна из них не обоснована. Надя и Арт Рэндольф возглавляют конституционный конгресс, в итоге устанавливается глобальная система правления, которая (в целом) оставляет большинство городов и поселений автономными, но подчиняет центральному представительному законодательству и двум системам судов, одному законодательному и другому экологическому. Окружной суд заполнен членами красной фракции в качестве концессии (в обмен на их поддержку на конгрессе, поскольку большая часть их власти была разбита, когда они пытались, но не смогли силой изгнать оставшиеся силы ООН на ранней стадии после второй революции в Зеленом Марсе, но они по-прежнему сохраняли достаточную власть, чтобы закончить конституционные переговоры). Влад, Марина и Урсула, первые изобретатели антивозрастной терапии, внедряют новую экономическую систему, которая является гибридом капитализма, социализма и экологического природопользования. Во время поездки на Землю, одновременно проходящей вместе с конгрессом, Ниргал (один из первых детей, родившихся на Марсе (во время подполья) и что-то вроде знаменитости Марса), Майя и Сакс заключают соглашение, которое позволяет Земле отправлять в год число Мигрантов, равное 10 % от населения Марса. После принятия новой конституции Надя избрана первым президентом Марса и служит грамотно, хотя ей очень не нравится политическая жизнь. Она и Арт тесно сотрудничают и, в конце концов, влюбляются и заводят ребенка.
Сакс Рассел посвящает себя различным научным проектам, все это время продолжая оправляться от последствий своего инсульта. Со времён второй революции он чувствует огромную вину, из за того, что его про-терраформировательная позиция стала доминирующей за счет целей анти-терраформировательной позиции Энн, так как Сакс и Энн стали рассматриваться в качестве первых лидеров своих позиций. Сакс становится все более озабоченным поиском прощения и одобрения Энн, в то время как Энн, подавленная и горька от ее многочисленных политических и личных потерь, становится суицидально склонной и отказывается принимать какие-либо антивозрастные процедуры лечения. Тем не менее во время одной из попыток продемонстрировать Энн красоту терраформированного мира, Сакс становится свидетелем впадения Энн в кому. В то время как она остается без сознания, он проводит ей антивозрастную терапию, против ее воли.
Антивозрастная терапия постепенно начинает проявлять слабые стороны у тех, кто достиг отметки возраста в два века. Лечение уменьшает большинство процессов старения до незначительной скорости, но гораздо менее эффективно, когда речь идет о функции мозга и, в частности, о памяти. Майя, на пример, страдает от крайних провалов в памяти, хотя в большинстве случаев она остается очень активной. Кроме того, по мере старения люди, начинают проявлять восприимчивость к странным, смертельным исходам, которые не имеют очевидного объяснения и устойчивы к любому лечению. Наиболее распространенным событием становится «быстрый спад», обычно человек с чрезвычайно высоким возрастом и, по-видимому, в хорошем здравии, страдает внезапной фатальной сердечной аритмией и внезапно умирает. Точный механизм никогда не объясняется. Мишель умирает от быстрого спада, вслед за другим недавно умершими из членов «первой сотни». Рассел полагает, что быстрый спад Мишеля был вызван потрясением от того, что Майя не вспоминает Фрэнка Чалмерса (который был убит при побеге от сил безопасности во время первой революции), глядя на его сбереженную фотографию на своем холодильнике. В результате этих и собственных проблем Рассела с памятью он организует команду ученых для разработки лечения, которое восстановит память. Остальные члены «первой сотни», из которых осталось только 12 человек, собираются в Андерхиле и принимают лекарство. Оно работает настолько хорошо, что Рассел вспоминает даже о своем рождении. Он и Энн Клэйборн наконец вспоминают, что они были влюблены, до того как покинули Землю в первый раз, но оба были слишком социально неумелыми и нервничали из-за своих шансов на отборе участников для полёта на Марс, чтобы показать это друг другу. Их знаменитый аргумент в отношении терраформирования был просто продолжением тупикового разговора, который у них был с тех пор, когда они ещё жили на Земле. Благодаря обработке памяти также выясняется, что Филлис была убита Майей в тот момент, когда она лоббировала освобождение Сакса от своих мучителей. Майя отказывается от лечения памяти. Сакс также отчетливо вспоминает, как Хироко помогала ему найти свой ровер в снежной буре, до того, как он замёрз до смерти, прежде чем исчезнуть снова, и убежден, что она осталась в живых, хотя вопрос о том, действительно ли она жива, никогда не разрешается.
В конце концов, антииммиграционные фракции марсианского правительства провоцируют массовую нелегальную иммиграцию с Земли, рискуя начать войну; Однако, под руководством Энн и Сакса, которые снова влюбились после их примирения, наряду с Майей, марсианское население объединяется, чтобы создать правительство, которое примет гораздо больше иммигрантов с Земли, прежде, чем начнётся неизбежный конфликт с Землёй. После решения проблемы Марс вступит в новый золотой век гармонии и безопасности в Марсе.

### Марсиане— Короткие рассказы
Книга Марсиане — это сборник коротких рассказов, события которых происходят в течение периода всей Марсианской трилогии, а также некоторые истории, происходящие в альтернативной версии романов, где миссия «Первой сотни» была скорее разведывательной, чем колонизационной. Там же в рассказах, похоронили несколько намеков о (возможной) будущей судьбе марсианской программы терраформирования.
Содержание:
1. «Мишель в Антарктиде»
2. «В каньоне окаменелостей» (изначально опубликовано в «Universe 12», 1982)
3. «Архейский заговор»
4. «Как с нами говорила планета»
5. «Майя и Десмонд»
6. «Четыре телеологических пути»
7. «Койот вносит смуту»
8. «Обнаружив жизнь» (новый рассказ впервые опубликован новые изданий «Vinland the Dream» сборник еще в апреле 2000 года)
9. «Мишель в Провансе»
10. «Зеленый Марс»
11. «Артур Стернбах открывает крученую подачу (кёрвбол (англ. curve ball))» (впоследствии антологизированно)
12. «Соленое и пресное»
13. «Конституция Марса»
14. «Некоторые рабочие пометки и комментарии к конституции, записанные Шарлоттой Дорса Бревиа»
15. «Джеки о Зо»
16. «Поддерживая пламя»
17. «Спасение дамбы в Лабиринте Ночи»
18. «Любовь Большого человека»
19. «Довод в пользу внедрения безопасных технологий терраформирования»
20. «Избранные выдержки из «Журнала ареологических исследований»
21. «Одесса»
22. «Половой диморфизм» (Первоначально в: Asimov's Science Fiction. А в Июне 1999 года впоследствии антропологизированы, в том числе и Year's Best SF 5 (неопр.) / Hartwell, David G.[англ.]. — 2000. — ISBN 0-06-102054-0.; The Hard SF Renaissance (неопр.) / Cramer, Kathryn[англ.]; Hartwell, David G.. — 2002. — ISBN 0-312-87635-1.,  A Science Fiction Omnibus (неопр.) / Aldiss, Brian. — 2007. — ISBN 978-0-14-118892-8. И номинирована на награду James Tiptree, Jr. Award, которую вручают научной фантастике по гендерным вопросам.)
23. «От добра добра не ищут» (слова этой фразы часто появляется в книге Робинсона «Столичная наука» (2002))
24. «Главное»
25. «Койот вспоминает»
26. «Моменты Сакса»
27. «Марсианский романс» (первоначально опубликованный в «Научная фантастика Азимова[англ.]», октябрь-ноябрь 1999 года, впоследствии антологизированный)
28. «Если бы Ван Вэй жил на Марсе и другие стихи» (далее приведены несколько названий стихов)
  - «Имена каналов»
  - «Vasitas Borealis» (также в рассказе Робинсона «Мечты о Вайнланде» (2001))
  - «Саундтрек»
29. «Сиреневый Марс»

## Элементы истории

### Корпорации
Транснациональные корпорации, получившие прозвище «транснаты», являются чрезвычайно мощными многонациональными корпорациями, которые впервые появляются в середине 21-го века. Робинсон отслеживает эволюцию транснатов, он их считает «метанатами» (метанациональными). Эти многонациональные корпорации настолько выросли в результате глобализации, что у них есть достаточная экономическая мощь, чтобы взять управление на себя или сильно манипулировать национальными правительствами, изначально только относительно небольшими правительствами третьего мира, но позже и более развитыми , эффективно управляя целыми странами. В будущей истории Робинсона метанациональные корпорации, в некоторых отношениях похожи на национальные государства, постоянно пытались взять конкурентов под свой контроль, чтобы стать единственным контролером межпланетного рынка. По мере того, как Марсианская трилогия завершается к середине 23-го века, метанациональные корпорации вынуждены, из за глобальной катастрофы, уступать своим демократическим силам более демократические полномочия.
Хотя упоминается много транснациональных и метанациональных корпораций, только две играют активную роль в событиях сюжетной линии. Праксис, в значительной степени доброжелательная и относительно демократическая корпорация, и Субарсити, которая играет самую большую роль в жестоком обращении с гражданами Марса.

### Генетическая инженерия
Генетическая инженерия впервые упомянута в Красном Марсе, когда Сакс создает генетически модифицированные (ГМ) водоросли, выдерживающие суровую марсианскую температуру, для превращения атмосферы в пригодную для дыхания. В итоге, это обретает большой масштаб с созданием тысяч видов ГМ водорослей, лишайников и бактерий для терраформирования планеты. В Зеленом Марсе начинается создание ГМ животных, способных жить в разреженной марсианской атмосфере, чтобы получить жизнеспособную биосферу планеты. В Голубом Марсе ГМ делаются уже на людях-добровольцах, чтобы улучшить адаптацию к новым мирам: для дыхания более разреженным воздухом (например, как Рассел), или для лучшего зрения в тусклом свете внешних планет.

### Другие темы
Книги также размышляют о колонизации других планет и лун в Солнечной системы и включают описания поселений или попыток терраформирования на Каллисте, Меркурии, Титане, Миранде и Венере. К концу последнего романа люди строят субсветовые корабли или астероиды-колонии для полёта к другим звездам, используя преимущества долгожительства, чтобы пережить длительную поездку в места их назначения.
Большая часть Голубого Марса связана с воздействием экстремальной продолжительности жизни на своих главных героев, большинство из которых прожили более двухсот лет в результате регулярного лечения. В частности, Робинсон размышляет о психологических эффектах ультра-долголетия, включая потерю памяти, расстройство личности, психическую нестабильность и экзистенциальную скуку.

## Персонажи

### Первая сотня
Самые первые колонисты из Ареса, создавшие первую постоянную колонию на Марсе. Многие из них позже становятся лидерами или образцовыми фигурами в трансформации Марса или его нового общества. «Первая сотня» фактически состояла из 101 человека, так как Койот был контрабандой Хироко на борту Ареса.

#### Джон Бун
Американский астронавт, первый мужчина, который ступил на Марс в 2020 году. Он возвращается народным героем и использует свое значительное влияние, чтобы лоббировать вторую миссию, на этот раз уже колонизационную. Бун получил большое количество радиации в своём первом полёте на Марс, больше, чем рекомендуемая доза в соответствии с медицинскими нормами. Тем не менее, его статус знаменитости и манипуляции с тестами позволяет ему полететь снова. Во втором полёте Бун является одним из «первой сотни» колонистов, отправленных для колонизации Марса. Его достижения и природный шарм дают ему неформальную руководящую роль в этой миссии. В первой главе Красного Марса, в сюжете, происходит убийство Джона Буна, спровоцированное Фрэнком Чалмерсом. Затем повествование возвращается к «первой сотни» и рейсу на Марс на борту космического корабля «Арес». Его идеи продолжаются во всей остальной части трилогии. Изображение характера Буна сложное; в одном свете Бун — это стереотипно простая героическая фигура человека: его первые слова в первом полёте на Марс: «Ну, вот мы и здесь». Он почти единообразно веселый и добродушный. Но позже в Красном Марсе Робинсон переключился на повествование с точки зрения Буна, и именно в этом разделе выясняется, что в конце жизни Бун пристрастился к омегендорфу, вымышленному препарату, основанному на эндорфинах в головном мозге человека. Кроме того, он показывает, что, по крайней мере, кое-что из его кажущейся простоты может быть просто актом, направленным на достижение его политических целей. В целом, Бун представлен как нечто больше, чем жизнь человека.

#### Фрэнк Чалмерс
Глава американского контингента, он — макиавеллист в плане использования власти. Однако позже его цинизм проявляется в качестве формы самозащиты; Чалмерс, по крайней мере частично, управляется своей внутренней идеалистической стороной. В начале рейса на Марс он влюбляется в Майю Тойтовну, лидера российского контингента «первой сотни». Но во время второй половины рейса Тойтовна влюбляется в Буна. Он сожалеет, что Бун стал первым, кто ступил на Марс вместо него, поскольку они оба были кандидатами на эту миссию, и что ему разрешили присоединиться к колонизаторской миссии, несмотря на его манипуляции с тестами, Чалмерс далее презирает Буна из-за привязанности Тойтовны. Неприязнь Чалмерса привила его к заговору об убийстве Буна, что в конечном итоге происходит и позволяет ему взять на себя управление крупными делами на Марсе, что в итоге стало его саморазрушением, поскольку его беспощадное управление и агрессивная дипломатическая работа привела к обратному эффекту во время революции 2061 года. В заключительных главах Красного Марса Чалмерс убегает с Тойтовной и другими членами «первой сотни», чтобы присоединиться к скрывающимся колонистам на полярной ледяной шапке, но умирает по пути. Он был вне транспортного средства и его снесло во время водоносного аквифера в Долине Маринер.

#### Майя Катарина Тойтовна
Эмоциональная женщина, которая находится в центре любовного треугольника между Буном и Чалмерсом, она в колонизаторской миссии выступает главой российского контингента. В романах намекают, что она использовала как остроумие, так и свою соблазнительность, чтобы попасть в ряды российского космического агентства, чтобы стать лидером первой миссии-колонизации. После первой революции она бежит с другими членами «первой сотни» в скрытую колонию на полюсе. Она становится школьным учителем детей скрывающихся колонистов, но позже становится мощной политической силой. После смерти Чалмерса и Буна она влюбляется в Мишеля Дюваля. Она сильно страдает от биполярного расстройства и других психологических расстройств, связанных с памятью и возрастом, что часто приводит ее к изоляции от других, а иногда и к насилию. Во всех романах Майя играет активную политическую роль, помогая спасти выживших из «первой сотни» во время неудавшейся революции 2061 года и руководит успешными революциями, которые происходят десятилетиями позже, несмотря на ее психологические проблемы.

#### Надежда «Надя» Чернышевская
Российский инженер, которая начала строить ядерные реакторы в Сибири. Во время рейса и начала изучения Марса, делает все возможное, чтобы избежать ссоры других членов «первой сотни». Вместо изучения Марса она занята, строительством первого постоянного поселения на Марсе, Андерхилл, используя запрограммированные автоматизированные роботы. Она также помогает строить новую и более широкую среду обитания и исследовательский центр в близлежащем каньоне. В более поздних книгах она становится неохотным политиком. Чернышевская влюбляется в Богданова, но опустошается, когда его убивают в результате нападения антиреволюционных сил, связанных с УДМ ООН, транснациональными силами и Филлис Бойл во время первой марсианской революции. В ответ на убийство Богданова она активирует свою скрытую оружейную систему, встроенную в Фобос, которая заставляет всю луну (УДМ ООН/транснациональную военную базу) замедлится на орбите и деструктивно затормозится в атмосфере Марса, полностью разрушая его. В Голубом Марсе она влюбляется в Арта Рэндольфа, с которым она в конце концов заводит семью. После возникновения независимости на Марсе она неохотно становится первым президентом Марса.

#### Аркадий Богданов
Инженер-механик с анархистскими склонностями, возможно, основанные на Махизме. Александр Богданов — предок персонажа, а имя возможно позаимствовано у Аркадия Стругацкого. Многие из «первой сотни», особенно Филлис Бойл, считают его смутьяном. Он возглавил команду, которая построила форпост на Фобосе и вела восстание против ТНК к концу первого романа. Как и Бун (с которым он был хорошим другом), его политические идеи (позже известные как «богдановизм») в значительной степени влияют на персонажей в следующих частях книги. Влюбленный в Надежду Чернышевскую, он умирает во время первой марсианской революции в 2061 году.

#### Саксифрейдж «Сакс» Рассел
Американский физик, блестящий и творческий ученый. Его очень уважают за интеллектуальные способности. Тем не менее он социально неудобен и его взаимоотношение к другим людям часто трудно понять. Рассел является лидером движения «зелёные», целью которых является терраформирование Марса. Во время событий Зеленого Марса Сакс пострадал от инсульта, когда его пытали правительственные силы и один из членов «первой сотни», Филлис Бойл (хотя, согласно последним данным, она фактически выступала против пыток Сакса). Впоследствии он страдает эфферентной моторной афазией и должен переучиваться говорить и становится менее предсказуемым в своих действиях. С начало это аполитично. И это событие и растущая привязанность к Марсу заставляет Рассела стать физиком-архитектором второй революции. После того, как проблемы с памятью стали очевидны у многих оставшихся из «первой сотни», включая Сакса, он начинает работу над амбициозным проектом по сбору оставшихся из «первой сотни» и просит пройти экспериментальное лечение, которое он помогал разработать. Именно после этого Сакс понимает, что его настойчивые попытки угодить Энн (на самом деле потому, что он тайно любит Энн Клейборн), которая с самого сначала не могла выдерживать его, но после десятилетий на Марсе, в конце концов, примиряется. Саксифрейдж дословно переводится как «камнеломка», альпийское растение растущее между камнями.

#### Энн Клейборн
Американский геолог. Клейборн, является одним из первых ареологов и стойко поддерживает желание видеть Марс, в том же в состоянии, что и до прихода людей. В начале она с Расселам спорила о правильной роли человечества на Марсе. Клэйборн с самого начала аполитична, эта позиция делает её первой «красной», в то время как практическое терраформирование Рассела отражает антитезу этих взглядов. Показано, что Клейборн предпочитает одиночество на протяжении большей части книг и даже ее отношения с одним из соседей-поселенцев Саймоном (с ним у неё свой ребенок) в большинстве случаев подвергаются интроспективной тишине. Далее смерть Саймона и отчуждение, в котором она находит своего сына Питера, когда последний появляется в роли ведущего умеренно «зеленых», что приводит ее к дальнейшей изоляции. Показано, что отношения Клэйборн с Расселом сложны, и они имеют крайне противоположные взгляды, но ситуация медленно меняется, поскольку Рассел приходит к пониманию того, что было начато человеком и что действительно в результате этого будет потеряно, поскольку наука уступает место коммерческой эксплуатации, которую он не может контролировать. Во время событий Голубого Марса Рассел спасает жизнь Клейборн; Позже они обнаруживают, что однажды были привлекательны друг другу, но сбилось с пути из-за неправильной интерпретации между ними. Энн претерпевает радикальные изменения в сторону Голубого Марса из-за появления чего-то внутри нее, что она описывает как Контр-Энн и ещё говорит о другой Энн, которую она не может описать.

#### Хироко Ай (яп.愛紘子)
Японский эксперт по биологии, сельскому хозяйству и экологическим системам и именно она контрабандой взяла Десмонда «Койота» Хокинса на Арес (они были друзьями и любовниками в Лондоне). Она является харизматичным лидером фермерской команды, одной из важнейших рабочих групп из «первой сотни». Таким образом, она становится фокусом многих центральных тем трилогии. Она говорит о том, как важно поддерживать уважительное отношение к своей планете. На Марсе это называется «Ареофания». В секретной колонии Зигота, которую построила Хироко, рождается первое поколение детей «первой сотни», эктогены, которые является продуктом искусственного осеменения вне человеческого тела. Хироко использует, в качестве женского генетического материала, яйцеклетки женщин, членов «первой сотни», в качестве мужского генетического материала, использует сперму мужчин, членов «первой сотни», чтобы оплодотворить яйцеклетку. Хотя Хироко редко находится в центре повествования, ее влияние широко распространено. В последний раз она исчезает в Зеленом Марсе. Её дальнейшая судьба остается неизвестна. На японском языке Ай означает любовь.

#### Мишель Дюваль
Французский психолог, имеющий решающее значение в раннем психологическом отборе «первой сотни» кандидатов в Антарктиде, который он описывает как совокупность требований двойной связи. Дюваль назначен сопровождать миссию на Марс и рассматривается как наблюдатель, а не как член команды во время ранних событий Красного Марса. Его отчужденная личность принуждает к остракизму, а также подрывает отношения с другими, но со временем становится ясно, что Дюваль борется со своими психологическими проблемами, возможно, больше, чем кто-либо из экспедиции. Во время первого исчезновения фермерской команды, Хироко приглашает его бежать с командой фермеров и построить Зиготу, первую скрытую колонию. Дюваль отчаянно хочет вернуться в Прованс, он по нему тоскует, хотя после посещения в составе марсианской дипломатической миссии на Землю он начинает еще больше тосковать по дому. Дюваль влюбляется в Майю Тойтовну и помогает ей в особенно сложных психологических эпизодах на протяжении большей части книг. Умирает в Голубом Марсе от сердечной аритмии («быстрого спада»), когда он обнаруживает у Майи признаки очень тяжелой временной потери памяти.

#### Владимир «Влад» Танеев
Ему уже почти шестьдесят, когда он прилетает на Марс. Русский биолог, старейший человек из «первой сотни». Танеев возглавляет медицинское направление и большинство исследовательских проектов на Марсе, становясь известным после создания геронтологического лечения, используемого для регенерации клеточных систем человека и введения новой эры долголетия. Он живет в Ахероне на Великом Хребте на севере Марса, прежде чем бежать в скрытую колонию после Первой Революции. Но позже возвращается к своим исследованиям, став жертвой «быстрого спада» в конце событий Голубого Марса. На протяжении большей части своей жизни, посвященной Марсу, Танеев живет втроём с Урсулой и Мариной, точная природа которых никогда не раскрывается.

#### Филлис Бойл
Христианский американский биолог с суровой личностью. Она не приобретает много друзей среди «первой сотни» и вступает в особую вражду с Энн Клейборн. По мере развитии ситуации с Марсом Бойл выступает против большей части «первой сотни» в пользу все более авторитарного Управления Организации Объединенных Наций по делам Марса (УДМ ООН) и его преемника — корпоративного/квази-фашистского Временного органа Организации Объединенных Наций (ВО ООН). Ее влияние становится сильнее всего в поздних событиях Красного Марса, где к революции 2061 года она была назначена на астероид «Кларк», который является противовесом Первого космического лифта. События революции выводят «Кларк» с орбиты (вместе с Бойл) во внешнюю Солнечную систему в конце Красного Марса; В «Зеленом Марсе» она находит способ вернутся, но ее влияние сильно сокращается на фоне значительно расширенного присутствия ВО ООН. Бойл вступает в непродолжительные сексуальные отношения с Саксам Расселам (который презирает ее), в то время как последний живет под другой личностью и она не узнаёт, кто он на самом деле, допуская его в ВО ООН. Позже она присутствует на сессии в Долине Касэя, где Рассела подвергают пыткам, но во время спасательной операции Сакса её убивает Майя Тойтовна. Позже, когда память Рассела восстановилась, он рассказывает, что Бойл была против его пыток и требовала (в то же время, когда команда Майи освобождала Сакса), чтобы его отпустили.

#### Десмонд «Койот» Хокинс
Тринидадский безбилетник. Койот друг и сторонник суждений Хироко и ярый анархо-коммунист. В Красном Марсе он был только теневой фигурой, которая легко и без усилий смешивается с марсианским фоном, даже не идентифицируясь как Десмонд Хокинс до самого начала Зеленого Марса. Он становится ведущей фигурой в подполье и неофициальным координатором развивающейся «экономики дарения».

### Их потомки
Поскольку трилогия охватывает более 200 лет человеческой истории, позднее иммигранты, дети и внуки «первой сотни» в конечном счёте становятся важными персонажами.
Марсиане используют ту же терминологию для разных поколений, что и американцы японского происхождения. Люди, иммигрировавшие с Земли, называются иссеями. Первое поколение, рожденное на Марсе — это нисеи, а марсиане второго поколения — сансеи. Третье поколение марсиан называют йонсеями.
КасэйКасэй — сын Хироко и Джона Буна. Он отец Джеки Бун. Касэй является лидером радикальной фракции «Какадзе». У него довольно не типичное японское имя для планеты Марс. Он умирает во время второй революции, после неудачной атаки на второй космический лифт.
НиргалСын Хироко и Койота. Его воспитали в общине Хироко с ее последователями в Зиготе. Он добродушный странник, который в конечном итоге становится политическим лидером, выступающим за связь с Землёй. Он является одним из основателей движения «Свободный Марс» и славится своей техникой бега, которая позволяет ему бегать весь день на пролёт. Как помощник Нади, он и его талант играет важную роль в написании марсианской конституции. Позже он отправляется с дипломатической миссией на Землю, но чуть не умирает от инфекции. Его свойственное Марсу имя связано с древним Вавилоном.
Джеки БунВнучка Хироко и Джона Буна (выросла с Ниргалом), она становится лидером движения «Свободный Марс», но, как видно, меняет свою стратегию для того, что бы удержатся у власти (например, вводит запрет на количество иммиграции с Земли). После смерти дочери Зо, она вступает в отчаяние и присоединяется к экспедиции, в одну сторону, за пределы Солнечной системы на планету около Альдебарана.
Питер КлейборнПитер Клейборн — сын Энн Клейборн и Саймона Фрейзера. Он один из первых детей, родившихся на Марсе. Питер занимает должность старшего брата для всех последующих поколений. На многие революционные и более поздние политические решения Первого Марсианского движения влияют его мнения и суждения. Он работает неполный рабочий день как инженер и «зеленый» политик.
Зоя «Зо» БунДочь Джеки; У неё кошачьи манеры (мурлыканье), проявившиеся в результате геронтологического лечения долголетия. В Голубом Марсе она путешествует по солнечной системе, выполняя политические поручения для Джеки, хотя они не очень хорошо ладят друг с другом. Ее характер изображается как гедонистический и явно нигилистический, что делает её сексуальное удовлетворение приоритетом и, по-видимому, мало учитывает чувства других. С другой стороны, она, похоже, всё же имеет совесть, рискуя жизнью, чтобы спасти человека на Меркурии. Позже на Марсе умирает, пытаясь спасти падающую лётчицу.
НикиДочь Нади и Арта.

### Другие персонажи
Артур «Арт» РэндольфПредставитель корпорации «Праксис». Послан связаться с марсианским подпольным движением на квази-дипломатической миссии в попытке создать систему экологического капитализма, основанную на демократических корпорациях. Как и другие метанационалы, он требует интенсивных экономических и политических связей с правительствами, но Праксис всё же нацелен на партнерские, а не на эксплуатационные отношения.
Зейк Тукана (араб. زيك طوقان‎) и его жена Назик (араб. نازك‎)Это бедуинские кочевники, которые с начало эмигрировали из Египта. Они уважаемые фигуры в арабской общине Марса. Зейк — близкий друг Чалмерса. Его эйдетическая память становится второстепенным сюжетным ответвлением.
Уильем ФортЯвляется основателем Праксис, одной из огромных многонациональных корпораций. Он желает слияния восточного и западного образа жизни.

## История создания
В ходе интервью в УКСД, Робинсон сказал, что он смотрел на спутниковые фотографии Марса и подумал, что это будет отличное место, чтобы заняться там альпинизмом. Он сказал, что Марсианская трилогия выросла из этого стремления.

## Премии
- Красный Марс выиграл «BSFA» в 1992,[2] Премию «Небьюла» в 1993,[3] И был номинирован на награды «Хьюго», «Кларка» и «Локус» в 1993.[3]
- Зеленый Марс выиграл «Хьюго» и награды «Локус» в 1994, и был номинирован на «BSFA» (1993)[3] и награду «Небьюла» в (1994).[4]
- Голубой Марс выиграл «Хьюго» и награду «Локус» в 1997,[5] был номинирован на «BSFA» премию в 1996,[6] и был номинирован на премии «Кэмпбелла» и «Кларка» в 1997.[5]

## Адаптация и использование

### Киноадаптации
Права на Марсианскую трилогию некоторое время принадлежали Джеймсу Кэмерону, который планировал снять пятичасовой мини-сериал. Режиссером сериала должна была стать Марта Кулидж, однако Кэмерон не воспользовался возможностью. Позже Гейл Энн Хёрд планировала аналогичный мини-сериал для канала Sci-Fi Channel, который тоже не был снят. Затем, в октябре 2008 году, было сообщено, что AMC и Джонатан Хенсли объединились и планировали разработать телевизионный мини-сериал основанный на Красном Марсе.
24 сентября 2014 года, SpikeTV объявил, что работает с продюсером Винсоном Джерардис для разработки телесериальной адаптации Красного Марса. 8 декабря 2015 года SpikeTV официально объявил о съёмки первого сезона 10-эпизодного сериала, основанного на романах, с Джозефом Майклом Стразински, который должен был быть шоураннером и сценаристом сериала. 25 марта 2016 года объявили, что Стразински покинул проект и был заменен Питером Ноа, который, в свою очередь, также покинул проект из-за творческих разногласий с каналом SpikeTV. Проект был временно заморожен для дальнейшей доработки.

### О космическом аппарате «Феникс»
Текст Зеленого Марса и обложка Красного Марса были записаны на Феникс-DVD. Феникс (спускаемый аппарат НАСА) успешно совершил посадку на Марс в мае 2008 года. Первой Межпланетной Библиотекой стала капсула времени, предназначенная для будущих марсианских исследователей и колонистов.

## Перевод на другие языки
Трилогия была переведена на испанский, французский, русский, немецкий, китайский, польский, иврит, японский, итальянский, румынский, болгарский и сербский и другие.